# مچک‌پولوشکه
مچک‌‌پولوشکه (به مجاری:  Mecsekpölöske) یک منطقهٔ مسکونی در مجارستان است که در ناحیه کوملو واقع شده‌است.